# Jeremy Morris
Jeremy Morris es un multiinstrumentista y cantante estadounidense nacido en
Chicago en 1957.
Hijo del trompetista de jazz Bill Morris, Jeremy estudió guitarra y piano durante su niñez y adolescencia.
Desde su infancia se interesó por la música pop y en especial por The Beatles. A finales de la década de 1980, Jeremy había logrado un repertorio de canciones del grupo de Liverpool con un timbre de voz similar al de John Lennon, lo cual despertó el interés de numerosos clubes de Chicago y localidades de Míchigan por contratarlo.
En 1984 y con las siglas de su nombre completo (Jeremy Albert Morris) creó un Sello independiente, desde donde comenzó a grabar con su cuñado, el baterista Dave Dietrich, 
Jeremy es conocido como uno de los artistas que intenta representar la continuación del espíritu beatle, y, en especial, de Lennon.
Entre sus innumerables álbumes y producciones, es imposible olvidar su disco-tributo al cuarteto de Liverpool y sus canciones más beat.
Morris es además padre de 5 hijos y Pastor de la Iglesia Freedom en Kalamazoo, Michigan, desde la que oficia bodas y brinda charlas. 
Ha actuado también en Francia y en varios puntos de la geografía española.

## Discografía
- Invitation 1977
- Green 1978
- Soul Saver 1979
- Vintage Jam 1980
- The Solar King 1982
- Alive 1984
- Open your heart 1987
- King of Kings 1989
- Alive 2 1989
- Invisible 1990
- For Chosen Ones 1991
- Lord of Lords 1992
- Seven 1992
- Dreams Come True 1993
- Solid Rock 1995
- Pilgrims Journey 1995
- Faithful and True 1995
- Celestial City 1997
- Pop Rules 1998
- Salt The Planet 1999
- Music of the Pilgrim 1999
- Music to Praise the Lord 1999
- Pop Rules 2001
- Kingdom Come 2002
- Pop Dreams 2003
- Fruit Tree 2003
- Lost and Found 2004
- Still Waters 2004
- Two Suns 2004 (con Guillermo Cazenave)
- The Pearl of Great price 2005
- Find the way to be Happy 2005
- Jam on Jeremy 2005 (tributo a Jeremy)
- Home in the Sky 2005
- Made in France 2006 (en vivo en Rennes-le-Château)
- New Day Rising 2007
- Rays of Home 2007
- Yesterday Today and Forever 2007 (Beatles Tribute junto a Litto Nebbia y músicos invitados)
- Mystery and Illusion 2008
- Glow in the Dark 2008
- Pop Explosion 2008
- Two Seconds 2008 (con Guillermo Cazenave)
- Journey to the Centre of your Heart 2009
- Two Signals 2011 (con Guillermo Cazenave)
- Sweet Relief 2011 (para recaudar fondos por las inundaciones en New Orleans)
- From the Dust to Stars 2012
- Bright Morning Star 2013
- All Over the World 2014